# Challenger de Acapulco 2024
El torneo GNP Seguros Tennis Open 2024 fue un torneo de tenis perteneció al ATP Challenger Tour 2024 en la categoría Challenger 125. Se trató de la 2ª edición; el torneo tuvo lugar en la ciudad de Acapulco (México), desde el 15 hasta el 21 de abril de 2024 sobre pista dura al aire libre.

## Jugadores participantes del cuadro de individuales
| Preclasificado | País                      | Jugador                    | Rank1 | Posición en el torneo    |
| 1              | Bandera de Australia      | Rinky Hijikata             | 80    | Cuartos de final         |
| 2              | Bandera de Estados Unidos | Michael Mmoh               | 110   | Primera ronda            |
| 3              | Bandera de Estados Unidos | Zachary Svajda             | 129   | Semifinales              |
| 4              | Bandera de Australia      | Adam Walton                | 135   | FINAL                    |
| 5              | Bandera de Francia        | Giovanni Mpetshi Perricard | 160   | CAMPEÓN                  |
| 6              | Bandera de Canadá         | Alexis Galarneau           | 176   | Semifinales              |
| 7              | Bandera de Kazajistán     | Beibit Zhukayev            | 192   | Segunda ronda            |
| 8              | Bandera de Estados Unidos | Maxime Cressy              | 193   | Cuartos de final, retiro |

- 1 Se ha tomado en cuenta el ranking del 8 de abril de 2024.

### Otros participantes
Los siguientes jugadores recibieron una invitación (wild card), por lo tanto ingresan directamente al cuadro principal (WC):
- Ernesto Escobedo
- Rodrigo Pacheco Méndez
- Daniel Vallejo

Los siguientes jugadores ingresan al cuadro principal tras disputar el cuadro clasificatorio (Q):
- Bor Artnak
- Andre Ilagan
- Dominik Palán
- Nathan Ponwith
- Ryan Seggerman
- Karue Sell

## Campeones

### Individual Masculino
- Giovanni Mpetshi Perricard derrotó en la final a  Adam Walton por 6–3, 6–3

### Dobles Masculino
- Rithvik Bollipalli /  Niki Kaliyanda Poonacha derrotaron en la final a  Luke Johnson /  Skander Mansouri por 7–6(4), 7–5